# Liga Nacional de Baloncesto Profesional de México 2016-2017
La Temporada 2016-2017 de la LNBP fue la decimoséptima edición de la Liga Nacional de Baloncesto Profesional de México.
Durante la Asamblea General de la LNBP, efectuada en Monterrey, Nuevo León, se confirmaron las escuadras que tentativamente participarían en el torneo. Asimismo, se hizo el lanzamiento oficial de la nueva campaña de identidad que tendría el circuito, el cual estrenó logotipo, mismo que fue presentado en redes sociales el lunes 4 de julio de 2016. Finalmente, se presentó al ingeniero Alonso Izaguirre López como Comisionado General de la liga.
Los equipos confirmados fueron: Abejas de León, Correcaminos UAT Victoria, Fuerza Regia de Monterrey, Indios de Ciudad Juárez, Panteras de Aguascalientes, Santos de San Luis y Soles de Mexicali de los que participaron la campaña anterior, además del regreso a la liga de Barreteros de Zacatecas, Garzas de Plata de la UAEH y Toros de Nuevo Laredo.
La temporada regular tuvo como fecha de arranque el 13 de octubre de 2016 y finalizó el 11 de febrero de 2017. Los Playoffs comenzaron el 14 de febrero y concluyeron el 3 de abril.

## Eventos destacados
- Se retiraron de la liga los Gigantes del Estado de México, los Halcones Rojos Veracruz, los Jefes Fuerza Lagunera y los Pioneros de Quintana Roo.[5]
- Reingresaron al circuito los Barreteros de Zacatecas, las Garzas de Plata de la UAEH y los Toros de Nuevo Laredo.[6]
- Abejas de Guanajuato cambia de nombre y sede, y se traslada a la ciudad de Léon, Guanajuato como Abejas de León.[7][8]
- El martes 22 de noviembre de 2016 se anunció que FIBA Américas confirmó los grupos y las sedes de la edición 2017 de la Liga de las Américas, en donde Mexicali, Baja California sería la sede del "Grupo A" del 20 al 22 de enero de 2017, dicho grupo estuvo conformado de la siguiente manera: Soles de Mexicali como equipo anfitrión, La Unión de Formosa de Argentina, Correcaminos de Colón de Panamá y el equipo Aguada de Uruguay. Asimismo, se informó que el "Grupo B" se desarrollaría en Monterrey, Nuevo León del 27 al 29 de enero del mismo año, y sería integrado por Fuerza Regia de Monterrey como el equipo anfitrión, Guaros de Lara de Venezuela, Leones de Quilpué de Chile y los Caballos de Coclé de Panamá.[9]
- El martes 14 de febrero de 2017 se anunciaron los grupos y las sedes de las Semifinales de la edición 2017 de la Liga de las Américas, en donde Monterrey, Nuevo León sería la sede del "Grupo E" del 24 al 26 de febrero, dicho grupo estuvo conformado de la siguiente manera: Fuerza Regia de Monterrey como equipo anfitrión, La Unión de Formosa de Argentina, Guaros de Lara de Venezuela y los Soles de Mexicali.[10]
- El sábado 18 de marzo la Fuerza Regia de Monterrey quedó cuarto lugar de América al caer ante los Leones de Ponce de Puerto Rico en el Final Four de la Liga de las Américas 2017.[11]

## Campeón de Liga
El Campeonato de la LNBP lo obtuvo la Fuerza Regia de Monterrey, derrotando en la Serie Final a los Soles de Mexicali por 4 juegos a 2, coronándose el equipo regiomontano en calidad de local en el Gimnasio Nuevo León Unido de Monterrey, Nuevo León.

## Equipos participantes
| Liga Nacional de Baloncesto Profesional de México 2016-2017 |                    |                                  |               |                                          |           |
| Equipo                                                      | Entrenador         | Ciudad                           | Miembro desde | Pabellón                                 | Capacidad |
| Abejas de León                                              | Mario Andriolo     | León, Guanajuato                 | 2009-2010     | Domo de la Feria                         | 4,463     |
| Barreteros de Zacatecas                                     | Maurice Riddick    | Zacatecas, Zacatecas             | 2004          | Gimnasio "Profesor Marcelino González"   | 3,500     |
| Correcaminos UAT Victoria                                   | Lino Frattin       | Ciudad Victoria, Tamaulipas      | 2000          | Gimnasio Multidisciplinario UAT Victoria | 3,500     |
| Fuerza Regia de Monterrey                                   | Paco Olmos         | Monterrey, Nuevo León            | 2001          | Gimnasio Nuevo León Unido                | 5,000     |
| Garzas de Plata de la UAEH                                  | Manolo Cintrón     | Pachuca, Hidalgo                 | 2000          | Polideportivo "Carlos Martínez Balmori"  | 6,000     |
| Indios de Ciudad Juárez                                     | Helman Torres      | Ciudad Juárez, Chihuahua         | 2009-2010     | Gimnasio Josué Neri Santos               | 8,000     |
| Panteras de Aguascalientes                                  | Allans Colón       | Aguascalientes, Aguascalientes   | 2003          | Gimnasio "Hermanos Carreón"              | 3,000     |
| Santos de San Luis                                          | Andrés Contreras   | San Luis Potosí, San Luis Potosí | 2003          | Auditorio Miguel Barragán                | 3,400     |
| Soles de Mexicali                                           | Alejandro Martínez | Mexicali, Baja California        | 2005          | Auditorio del Estado                     | 4,426     |
| Toros de Nuevo Laredo                                       | José Martínez      | Nuevo Laredo, Tamaulipas         | 2007-2008     | Polyforum Dr. Rodolfo Torre Cantú        | 5,224     |

## Clasificación
- Actualizadas las clasificaciones al 11 de febrero de 2017.[13]

JJ = Juegos Jugados, JG = Juegos Ganados, JP = Juegos Perdidos, PF= Puntos a favor, PC = Puntos en contra, Dif. = Diferencia entre Ptos. a favor y en contra, Ptos. = Puntos Obtenidos = (JGx2)+(JP)
| Clasificación General |                            |    |    |    |      |      |      |       |
| Posición              | Equipo                     | JJ | JG | JP | PF   | PC   | Dif. | Ptos. |
| 1                     | Fuerza Regia de Monterrey  | 36 | 32 | 4  | 3053 | 2668 | 385  | 68    |
| 2                     | Soles de Mexicali          | 36 | 23 | 13 | 3142 | 3004 | 138  | 59    |
| 3                     | Garzas de Plata de la UAEH | 36 | 22 | 14 | 2997 | 2844 | 153  | 58    |
| 4                     | Toros de Nuevo Laredo      | 36 | 22 | 14 | 3062 | 2950 | 112  | 58    |
| 5                     | Panteras de Aguascalientes | 36 | 19 | 17 | 3097 | 3066 | 31   | 55    |
| 6                     | Barreteros de Zacatecas    | 36 | 17 | 19 | 2923 | 3012 | -89  | 53    |
| 7                     | Indios de Ciudad Juárez    | 36 | 15 | 21 | 2930 | 3050 | -120 | 51    |
| 8                     | Santos de San Luis         | 36 | 14 | 22 | 2931 | 3031 | -100 | 50    |
| 9                     | Abejas de León             | 36 | 10 | 26 | 2871 | 3095 | -224 | 46    |
| 10                    | Correcaminos UAT Victoria  | 36 | 6  | 30 | 2854 | 3140 | -286 | 42    |

| Clasificado a los playoffs |

| Eliminado de los playoffs |

## Juego de Estrellas
El XIX Juego de las Estrellas de la LNBP se llevó a cabo el domingo 4 de diciembre de 2016 a las 17:00 horas, en el Gimnasio Olímpico Juan de la Barrera de la Ciudad de México. La Selección de Jugadores Mexicanos se impuso a la de Extranjeros por 110 a 99. Juan Toscano de la Fuerza Regia de Monterrey fue designado como el Jugador Más Valioso del partido. Previo al encuentro, Manuel Raga, exbasquetbolista mexicano, y José Reyes Ronfini, árbitro de baloncesto, recibieron un homenaje. Raga se convirtió en el primer jugador nacional en ser inducido al Salón de la Fama FIBA, por su parte, Ronfini es un árbitro que ha estado en distintos Juegos Olímpicos y Río 2016 fue el último.

### Rosters
A continuación se muestran los Rosters tanto de los Jugadores Nacionales como de los Extranjeros que tomaron parte en el Juego de Estrellas.
| Jugador                             | Equipo                     |
| ----------------------------------- | -------------------------- |
| Brody Jensen Angley Manjarres       | Garzas de Plata de la UAEH |
| Eder Zúñiga Hernández               | Abejas de León             |
| Martin Leshawn Coy Samarco          | Santos de San Luis         |
| Gabriel Oscar Girón Villarreal      | Fuerza Regia de Monterrey  |
| Juan Ronel Toscano Anderson         | Fuerza Regia de Monterrey  |
| Julio César Martín del Campo Guzmán | Correcaminos UAT Victoria  |
| Román Eduardo Martínez              | Soles de Mexicali          |
| Marco Antonio Ramos Esquivel        | Toros de Nuevo Laredo      |
| Héctor Humberto Hernández Gallegos  | Fuerza Regia de Monterrey  |
| Fabián Misael Jaimes Nava           | Panteras de Aguascalientes |
| Jorge Manuel Camacho Federico       | Indios de Ciudad Juárez    |
| José Israel Gutiérrez Zermeño       | Garzas de Plata de la UAEH |
| Sergio David Escobar Gamboa         | Barreteros de Zacatecas    |
| Jesús Alberto González Martínez     | Santos de San Luis         |

| Jugador                      | Equipo                     |
| ---------------------------- | -------------------------- |
| Devon Dwayne Chism           | Garzas de Plata de la UAEH |
| Steffphon Wuantez Pettigrew  | Abejas de León             |
| Brandon B´nard West          | Santos de San Luis         |
| Carlos Rubén Rivera Ruiz     | Fuerza Regia de Monterrey  |
| Marcus Morrison              | Indios de Ciudad Juárez    |
| Kennedy Fitzgerald Jones Jr. | Correcaminos UAT Victoria  |
| Justin Keenan                | Soles de Mexicali          |
| René Anthony Rougeau         | Toros de Nuevo Laredo      |
| Theron Lavant Laudermill II  | Correcaminos UAT Victoria  |
| Alexander Albert Abreu       | Panteras de Aguascalientes |
| Paul Lester Marigney II      | Barreteros de Zacatecas    |
| Earl C Rabb                  | Santos de San Luis         |
| Ismael Romero Fernández      | Panteras de Aguascalientes |

### Partido
| 4 de diciembre, 17:00 | Mexicanos                             | 110–99 | Extranjeros | Ciudad de México                                                                                        |
|                       | Parciales: 33-26, 32-30, 22-20, 23-23 |        |             | |
|                       |                                       |        |             | Pabellón: Gimnasio Olímpico Juan de la Barrera Árbitros: Lucio Salazar Gabriel Ramírez Alejandra Gaytán |

### Torneo de Triples y Torneo de Clavadas
Justin Ávalos de los Indios de Ciudad Juárez ganó el concurso de Tiros de 3, al imponerse a Román Martínez de los Soles de Mexicali en la ronda final. Mientras que el cubano Ismael Romero de las Panteras de Aguascalientes ganó el concurso de Clavadas, derrotando en la última ronda a Juan Toscano de la Fuerza Regia de Monterrey.
| 1. Román Martínez (Soles) 2. Santiago Garay (Indios) 3. Theron Laudermill (Correcaminos) 4. Tyrone White (Garzas de Plata) 5. Justin Ávalos (Indios) |  | 1. Julio César Martín del Campo (Correcaminos) 2. Marcus Morrison (Indios) 3. Juan Toscano (Fuerza Regia) 4. Brandon West (Santos) 5. Ismael Romero (Panteras) 6. Edgar Garibay (Garzas de Plata) 7. P. J. Reyes (Fuerza Regia) |

## Playoffs
|  | Cuartos de final   | Cuartos de final   | Cuartos de final   |                 |   | Semifinales     | Semifinales     | Semifinales     |  |   | Final                    | Final                    | Final                    |  |
|  | 14 - 19 de febrero | 14 - 19 de febrero | 14 - 19 de febrero |                 |   | 1 - 11 de marzo | 1 - 11 de marzo | 1 - 11 de marzo |  |   | 24 de marzo - 3 de abril | 24 de marzo - 3 de abril | 24 de marzo - 3 de abril |  |
|  |                    |                    |                    |                 |   |                 |                 |                 |  |   |                          |                          |                          |  |
|  |                    |                    |                    |                 |   |                 |                 |                 |  |   |                          |                          |                          |  |
|  | 1                  | Fuerza Regia       | 3                  |                 |   |                 |                 |                 |  |   |                          |                          |                          |  |
|  | 1                  | Fuerza Regia       | 3                  |                 |   |                 |                 |                 |  |   |                          |                          |                          |  |
|  | 8                  | Santos             | 0                  |                 |   |                 |                 |                 |  |   |                          |                          |                          |  |
|  | 8                  | Santos             | 0                  |                 | 1 | Fuerza Regia    | 4               |                 |  |   |                          |                          |                          |  |
|  |                    |                    |                    |                 | 1 | Fuerza Regia    | 4               |                 |  |   |                          |                          |                          |  |
|  |                    |                    | 4                  | Toros           | 2 |                 |                 |                 |  |   |                          |                          |                          |  |
|  | 4                  | Toros              | 4                  | Toros           | 2 | 3               |                 |                 |  |   |                          |                          |                          |  |
|  | 4                  | Toros              |                    |                 |   |                 |                 |                 |  |   |                          |                          |                          |  |
|  | 5                  | Panteras           | 1                  |                 |   |                 |                 |                 |  |   |                          |                          |                          |  |
|  | 5                  | Panteras           | 1                  |                 |   |                 |                 |                 |  | 1 | Fuerza Regia             | 4                        |                          |  |
|  |                    |                    |                    |                 |   |                 |                 |                 |  | 1 | Fuerza Regia             | 4                        |                          |  |
|  |                    |                    | 2                  | Soles           | 2 |                 |                 |                 |  |   |                          |                          |                          |  |
|  | 2                  | Soles              | 2                  | Soles           | 2 | 3               |                 |                 |  |   |                          |                          |                          |  |
|  | 2                  | Soles              |                    |                 |   |                 |                 |                 |  |   |                          |                          |                          |  |
|  | 7                  | Indios             | 0                  |                 |   |                 |                 |                 |  |   |                          |                          |                          |  |
|  | 7                  | Indios             | 0                  |                 | 2 | Soles           | 4               |                 |  |   |                          |                          |                          |  |
|  |                    |                    |                    |                 | 2 | Soles           | 4               |                 |  |   |                          |                          |                          |  |
|  |                    |                    | 3                  | Garzas de Plata | 2 |                 |                 |                 |  |   |                          |                          |                          |  |
|  | 3                  | Garzas de Plata    | 3                  | Garzas de Plata | 2 | 3               |                 |                 |  |   |                          |                          |                          |  |
|  | 3                  | Garzas de Plata    |                    |                 |   |                 |                 |                 |  |   |                          |                          |                          |  |
|  | 6                  | Barreteros         | 0                  |                 |   |                 |                 |                 |  |   |                          |                          |                          |  |
|  | 6                  | Barreteros         | 0                  |                 |   |                 |                 |                 |  |   |                          |                          |                          |  |
|  |                    |                    |                    |                 |   |                 |                 |                 |  |   |                          |                          |                          |  |

### Cuartos de final

#### Fuerza Regia de Monterrey vs. Santos de San Luis
| 14 de febrero, 20:00 | Fuerza Regia de Monterrey                                                 | 84–80                | Santos de San Luis                                               | Monterrey, Nuevo León                                       |  |
|                      | Parciales: 17-18, 13-29, 26-17, 28-16                                     |                      |                                                                  |                                                             |  |
|                      | Estadísticas Jeleel Akindele (19) Héctor Hernández (7) Carlos Rivera (12) | Reporte Pts Reb Asts | Estadísticas Brandon West (19) Brandon West (11) Luis Pulido (5) | Pabellón: Gimnasio Nuevo León Unido Árbitros: No reportados |  |

| 15 de febrero, 20:00 | Fuerza Regia de Monterrey                                           | 94–73                | Santos de San Luis                                                  | Monterrey, Nuevo León                                       |  |
|                      | Parciales: 18-21, 27-13, 21-20, 28-19                               |                      |                                                                     |                                                             |  |
|                      | Estadísticas Andrew Panko (17) Jeleel Akindele (5) Juan Toscano (7) | Reporte Pts Reb Asts | Estadísticas Brandon West (21) Irwin Ávalos (7) Xavier Roberson (4) | Pabellón: Gimnasio Nuevo León Unido Árbitros: No reportados |  |

| 18 de febrero, 19:00 | Santos de San Luis                                               | 80–90                | Fuerza Regia de Monterrey                                                | San Luis Potosí, San Luis Potosí                            |  |
|                      | Parciales: 19-27, 17-19, 23-21, 21-23                            |                      |                                                                          |                                                             |  |
|                      | Estadísticas Gregory Smith (23) Brandon West (8) Luis Pulido (4) | Reporte Pts Reb Asts | Estadísticas Héctor Hernández (17) Jeleel Akindele (7) Carlos Rivera (6) | Pabellón: Auditorio Miguel Barragán Árbitros: No reportados |  |

#### Soles de Mexicali vs. Indios de Ciudad Juárez
| 14 de febrero, 20:15 | Soles de Mexicali                                          | 87–83                | Indios de Ciudad Juárez                                                  | Mexicali, Baja California                              |  |
|                      | Parciales: 21-26, 30-15, 15-24, 21-18                      |                      |                                                                          |                                                        |  |
|                      | Estadísticas Alex Pérez (32) Alex Pérez (9) Alex Pérez (9) | Reporte Pts Reb Asts | Estadísticas Anthony Bennett (19) Jorge Camacho (10) Anthony Bennett (7) | Pabellón: Auditorio del Estado Árbitros: No reportados |  |

| 15 de febrero, 20:15 | Soles de Mexicali                                                  | 92–73                | Indios de Ciudad Juárez                                            | Mexicali, Baja California                              |  |
|                      | Parciales: 24-20, 23-19, 26-10, 19-24                              |                      |                                                                    |                                                        |  |
|                      | Estadísticas Lucas Martínez (25) Lucas Martínez (7) Pedro Meza (7) | Reporte Pts Reb Asts | Estadísticas Leon Gibson (22) Leon Gibson (10) Anthony Bennett (7) | Pabellón: Auditorio del Estado Árbitros: No reportados |  |

| 18 de febrero, 19:00 | Indios de Ciudad Juárez                                                 | 78–103               | Soles de Mexicali                                                 | Ciudad Juárez, Chihuahua                                     |  |
|                      | Parciales: 23-32, 17-24, 21-31, 17-16                                   |                      |                                                                   |                                                              |  |
|                      | Estadísticas Marcus Morrison (32) Jorge Camacho (6) Anthony Bennett (6) | Reporte Pts Reb Asts | Estadísticas Justin Keenan (34) Lucas Martínez (6) Pedro Meza (6) | Pabellón: Gimnasio Josué Neri Santos Árbitros: No reportados |  |

#### Garzas de Plata de la UAEH vs. Barreteros de Zacatecas
| 14 de febrero, 20:00 | Garzas de Plata de la UAEH                                        | 93–81                | Barreteros de Zacatecas                                                 | Pachuca, Hidalgo                                                          |  |
|                      | Parciales: 28-16, 18-21, 21-25, 26-19                             |                      |                                                                         |                                                                           |  |
|                      | Estadísticas Tyrone White (25) Tyrone White (7) Brody Angley (10) | Reporte Pts Reb Asts | Estadísticas Paul Marigney (24) Sergio Escobar (6) Benjamin Puckett (7) | Pabellón: Polideportivo "Carlos Martínez Balmori" Árbitros: No reportados |  |

| 15 de febrero, 20:00 | Garzas de Plata de la UAEH                                            | 100–86               | Barreteros de Zacatecas                                                | Pachuca, Hidalgo                                                          |  |
|                      | Parciales: 27-25, 22-28, 24-16, 27-17                                 |                      |                                                                        |                                                                           |  |
|                      | Estadísticas William Orozco (36) William Orozco (19) Tyrone White (7) | Reporte Pts Reb Asts | Estadísticas Carl Jones (27) Benjamin Puckett (10) Michael Provost (5) | Pabellón: Polideportivo "Carlos Martínez Balmori" Árbitros: No reportados |  |

| 18 de febrero, 20:30 | Barreteros de Zacatecas                                               | 75–98                | Garzas de Plata de la UAEH                                             | Zacatecas, Zacatecas                                                     |  |
|                      | Parciales: 12-24, 28-26, 21-24, 14-24                                 |                      |                                                                        |                                                                          |  |
|                      | Estadísticas Benjamin Puckett (19) Michael Provost (7) Carl Jones (6) | Reporte Pts Reb Asts | Estadísticas Stephen Soriano (23) William Orozco (11) Tyrone White (8) | Pabellón: Gimnasio "Profesor Marcelino González" Árbitros: No reportados |  |

#### Toros de Nuevo Laredo vs. Panteras de Aguascalientes
| 14 de febrero, 20:30 | Toros de Nuevo Laredo                                                   | 77–70                | Panteras de Aguascalientes                                                | Nuevo Laredo, Tamaulipas                                            |  |
|                      | Parciales: 18-19, 22-11, 18-23, 19-17                                   |                      |                                                                           |                                                                     |  |
|                      | Estadísticas Wilfredo Pagán (13) Marco Ramos (9) Alexander Franklin (4) | Reporte Pts Reb Asts | Estadísticas Karim Rodríguez (22) Fernando Benítez (11) Karim Malpica (6) | Pabellón: Polyforum Dr. Rodolfo Torre Cantú Árbitros: No reportados |  |

| 15 de febrero, 20:30 | Toros de Nuevo Laredo                                                    | 70–54                | Panteras de Aguascalientes                                                 | Nuevo Laredo, Tamaulipas                                            |  |
|                      | Parciales: 21-17, 20-10, 15-11, 14-16                                    |                      |                                                                            |                                                                     |  |
|                      | Estadísticas Alexander Franklin (18) René Rougeau (6) Roberto Nelson (5) | Reporte Pts Reb Asts | Estadísticas Karim Rodríguez (15) Isaac Gutiérrez (6) Fernando Benítez (4) | Pabellón: Polyforum Dr. Rodolfo Torre Cantú Árbitros: No reportados |  |

| 18 de febrero, 19:00 | Panteras de Aguascalientes                                                 | 79–70                | Toros de Nuevo Laredo                                               | Aguascalientes, Aguascalientes                                |  |
|                      | Parciales: 18-17, 26-16, 19-8, 16-29                                       |                      |                                                                     |                                                               |  |
|                      | Estadísticas Isaac Gutiérrez (21) Isaac Gutiérrez (12) Karim Rodríguez (4) | Reporte Pts Reb Asts | Estadísticas Adrian Henning (16) Juan Esteva (5) Roberto Nelson (8) | Pabellón: Gimnasio "Hermanos Carreón" Árbitros: No reportados |  |

| 19 de febrero, 18:00 | Panteras de Aguascalientes                                                   | 59–71                | Toros de Nuevo Laredo                                               | Aguascalientes, Aguascalientes                                |  |
|                      | Parciales: 18-16, 18-23, 8-24, 15-8                                          |                      |                                                                     |                                                               |  |
|                      | Estadísticas Fernando Benítez (14) Fernando Benítez (10) Karim Rodríguez (4) | Reporte Pts Reb Asts | Estadísticas Adrian Henning (16) Lorenzo Mata (10) René Rougeau (4) | Pabellón: Gimnasio "Hermanos Carreón" Árbitros: No reportados |  |

### Semifinales

#### Fuerza Regia de Monterrey vs. Toros de Nuevo Laredo
| 1 de marzo, 20:00 | Fuerza Regia de Monterrey                                               | 70–83                | Toros de Nuevo Laredo                                               | Monterrey, Nuevo León                                       |  |
|                   | Parciales: 15-23, 17-20, 15-20, 23-20                                   |                      |                                                                     |                                                             |  |
|                   | Estadísticas Jeleel Akindele (26) Jeleel Akindele (9) Carlos Rivera (4) | Reporte Pts Reb Asts | Estadísticas Lorenzo Mata (17) Lorenzo Mata (10) Roberto Nelson (5) | Pabellón: Gimnasio Nuevo León Unido Árbitros: No reportados |  |

| 2 de marzo, 20:00 | Fuerza Regia de Monterrey                                            | 96–71                | Toros de Nuevo Laredo                                               | Monterrey, Nuevo León                                       |  |
|                   | Parciales: 27-13, 25-12, 14-22, 30-24                                |                      |                                                                     |                                                             |  |
|                   | Estadísticas Juan Toscano (18) Jeleel Akindele (15) Juan Toscano (8) | Reporte Pts Reb Asts | Estadísticas Roberto Nelson (17) Adrian Henning (5) Marco Ramos (5) | Pabellón: Gimnasio Nuevo León Unido Árbitros: No reportados |  |

| 5 de marzo, 17:00 | Toros de Nuevo Laredo                                              | 72–84                | Fuerza Regia de Monterrey                                        | Nuevo Laredo, Tamaulipas                                            |  |
|                   | Parciales: 10-19, 20-25, 21-20, 21-20                              |                      |                                                                  |                                                                     |  |
|                   | Estadísticas René Rougeau (15) Lorenzo Mata (6) Wilfredo Pagán (4) | Reporte Pts Reb Asts | Estadísticas Juan Toscano (20) Andrew Panko (6) Jordan Glynn (3) | Pabellón: Polyforum Dr. Rodolfo Torre Cantú Árbitros: No reportados |  |

| 6 de marzo, 20:30 | Toros de Nuevo Laredo                                                      | 76–87                | Fuerza Regia de Monterrey                                                | Nuevo Laredo, Tamaulipas                                            |  |
|                   | Parciales: 26-16, 14-27, 14-23, 22-21                                      |                      |                                                                          |                                                                     |  |
|                   | Estadísticas Quentin Gonzales (25) Quentin Gonzales (5) Adrian Henning (4) | Reporte Pts Reb Asts | Estadísticas Jeleel Akindele (24) Héctor Hernández (7) Carlos Rivera (7) | Pabellón: Polyforum Dr. Rodolfo Torre Cantú Árbitros: No reportados |  |

| 8 de marzo, 20:30 | Toros de Nuevo Laredo                                                          | 81–71                | Fuerza Regia de Monterrey                                              | Nuevo Laredo, Tamaulipas                                            |  |
|                   | Parciales: 19-14, 18-15, 21-25, 23-17                                          |                      |                                                                        |                                                                     |  |
|                   | Estadísticas Alexander Franklin (25) Alexander Franklin (7) Wilfredo Pagán (6) | Reporte Pts Reb Asts | Estadísticas Andrew Panko (16) Jeleel Akindele (6) Cristian Cortés (4) | Pabellón: Polyforum Dr. Rodolfo Torre Cantú Árbitros: No reportados |  |

| 11 de marzo, 16:00 | Fuerza Regia de Monterrey                                                  | 73–58                | Toros de Nuevo Laredo                                                      | Monterrey, Nuevo León                                       |  |
|                    | Parciales: 19-18, 4-13, 29-13, 21-14                                       |                      |                                                                            |                                                             |  |
|                    | Estadísticas Jeleel Akindele (26) Jeleel Akindele (10) Jeleel Akindele (5) | Reporte Pts Reb Asts | Estadísticas Alexander Franklin (13) Wilfredo Pagán (5) Roberto Nelson (6) | Pabellón: Gimnasio Nuevo León Unido Árbitros: No reportados |  |

#### Soles de Mexicali vs. Garzas de Plata de la UAEH
| 1 de marzo, 20:15 | Soles de Mexicali                                                | 87–83                | Garzas de Plata de la UAEH                                             | Mexicali, Baja California                              |  |
|                   | Parciales: 17-23, 25-23, 15-23, 30-14                            |                      |                                                                        |                                                        |  |
|                   | Estadísticas Justin Keenan (25) Javier Carter (7) Alex Pérez (8) | Reporte Pts Reb Asts | Estadísticas Stephen Soriano (18) Stephen Soriano (9) Brody Angley (4) | Pabellón: Auditorio del Estado Árbitros: No reportados |  |

| 2 de marzo, 20:15 | Soles de Mexicali                                              | 81–80                | Garzas de Plata de la UAEH                                         | Mexicali, Baja California                              |  |
|                   | Parciales: 23-11, 24-26, 17-27, 17-16                          |                      |                                                                    |                                                        |  |
|                   | Estadísticas Alex Pérez (27) Justin Keenan (15) Alex Pérez (7) | Reporte Pts Reb Asts | Estadísticas Martin Samarco (29) Brody Angley (6) Tyrone White (4) | Pabellón: Auditorio del Estado Árbitros: No reportados |  |

| 5 de marzo, 20:00 | Garzas de Plata de la UAEH                                      | 96–83                | Soles de Mexicali                                                 | Pachuca, Hidalgo                                                          |  |
|                   | Parciales: 20-24, 30-16, 24-18, 22-25                           |                      |                                                                   |                                                                           |  |
|                   | Estadísticas Romel Beck (20) Tyrone White (10) Brody Angley (8) | Reporte Pts Reb Asts | Estadísticas Lucas Martínez (28) Justin Keenan (8) Alex Pérez (5) | Pabellón: Polideportivo "Carlos Martínez Balmori" Árbitros: No reportados |  |

| 6 de marzo, 20:00 | Garzas de Plata de la UAEH                                              | 92–100               | Soles de Mexicali                                                   | Pachuca, Hidalgo                                                          |  |
|                   | Parciales: 23-33, 27-26, 21-20, 21-21                                   |                      |                                                                     |                                                                           |  |
|                   | Estadísticas Martin Samarco (29) Israel Gutiérrez (10) Brody Angley (9) | Reporte Pts Reb Asts | Estadísticas Lucas Martínez (27) Jason Robinson (8) Alex Pérez (10) | Pabellón: Polideportivo "Carlos Martínez Balmori" Árbitros: No reportados |  |

| 8 de marzo, 20:00 | Garzas de Plata de la UAEH                                          | 88–85                | Soles de Mexicali                                              | Pachuca, Hidalgo                                                          |  |
|                   | Parciales: 15-24, 22-18, 23-26, 28-17                               |                      |                                                                |                                                                           |  |
|                   | Estadísticas Romel Beck (19) Israel Gutiérrez (11) Brody Angley (5) | Reporte Pts Reb Asts | Estadísticas Lucas Martínez (23) Alex Pérez (8) Alex Pérez (9) | Pabellón: Polideportivo "Carlos Martínez Balmori" Árbitros: No reportados |  |

| 11 de marzo, 18:15 | Soles de Mexicali                                              | 100–68               | Garzas de Plata de la UAEH                                                | Mexicali, Baja California                              |  |
|                    | Parciales: 31-12, 28-16, 22-21, 19-19                          |                      |                                                                           |                                                        |  |
|                    | Estadísticas Justin Keenan (29) Alex Pérez (9) Alex Pérez (11) | Reporte Pts Reb Asts | Estadísticas Martin Samarco (16) Israel Gutiérrez (7) Stephen Soriano (4) | Pabellón: Auditorio del Estado Árbitros: No reportados |  |

### Final

#### Fuerza Regia de Monterrey vs. Soles de Mexicali
| 24 de marzo, 20:00 | Fuerza Regia de Monterrey                                           | 75–78                | Soles de Mexicali                                                 | Monterrey, Nuevo León                                                                    |  |
|                    | Parciales: 24-16, 20-11, 25-33, 6-18                                |                      |                                                                   |                                                                                          |  |
|                    | Estadísticas Andrew Panko (23) Jeleel Akindele (6) Andrew Panko (6) | Reporte Pts Reb Asts | Estadísticas Justin Keenan (34) Jason Robinson (7) Alex Pérez (9) | Pabellón: Gimnasio Nuevo León Unido Árbitros: Omar Bermúdez Gabriel Ramírez Jaime García |  |

| 25 de marzo, 20:00 | Fuerza Regia de Monterrey                                             | 66–49                | Soles de Mexicali                                                    | Monterrey, Nuevo León                                                                    |  |
|                    | Parciales: 17-10, 16-11, 21-14, 12-14                                 |                      |                                                                      |                                                                                          |  |
|                    | Estadísticas Filiberto Rivera (12) Andrew Panko (11) Andrew Panko (7) | Reporte Pts Reb Asts | Estadísticas Justin Keenan (13) Santiago Ibarra (7) Carlos Pérez (2) | Pabellón: Gimnasio Nuevo León Unido Árbitros: Gabriel Ramírez Rafael Rodea Armando Ramos |  |

| 28 de marzo, 20:15 | Soles de Mexicali                                                  | 84–86                | Fuerza Regia de Monterrey                                               | Mexicali, Baja California                                                               |  |
|                    | Parciales: 15-27, 23-18, 23-24, 23-17                              |                      |                                                                         |                                                                                         |  |
|                    | Estadísticas Justin Keenan (23) Santiago Ibarra (6) Alex Pérez (5) | Reporte Pts Reb Asts | Estadísticas Héctor Hernández (19) Andrew Panko (8) Cristian Cortés (5) | Pabellón: Auditorio del Estado Árbitros: Vicente Torres Krishna Domínguez Omar Bermúdez |  |

| 29 de marzo, 20:15 | Soles de Mexicali                                                 | 68–73                | Fuerza Regia de Monterrey                                                 | Mexicali, Baja California                                                          |  |
|                    | Parciales: 14-19, 15-15, 16-22, 23-17                             |                      |                                                                           |                                                                                    |  |
|                    | Estadísticas Justin Keenan (28) Lucas Martínez (6) Alex Pérez (6) | Reporte Pts Reb Asts | Estadísticas Andrew Panko (27) Héctor Hernández (11) Héctor Hernández (4) | Pabellón: Auditorio del Estado Árbitros: Armando Ramos Vicente Torres Rafael Rodea |  |

| 31 de marzo, 20:15 | Soles de Mexicali                                                | 90–70                | Fuerza Regia de Monterrey                                               | Mexicali, Baja California                                                                |  |
|                    | Parciales: 23-17, 20-17, 22-26, 25-10                            |                      |                                                                         |                                                                                          |  |
|                    | Estadísticas Justin Keenan (31) Javier Carter (7) Alex Pérez (8) | Reporte Pts Reb Asts | Estadísticas Héctor Hernández (19) Jeleel Akindele (7) Andrew Panko (3) | Pabellón: Auditorio del Estado Árbitros: Gabriel Ramírez Krishna Domínguez Omar Bermúdez |  |

| 3 de abril, 20:00 | Fuerza Regia de Monterrey                                            | 82–68                | Soles de Mexicali                                            | Monterrey, Nuevo León                                                                        |  |
|                   | Parciales: 20-20, 25-19, 19-7, 18-22                                 |                      |                                                              |                                                                                              |  |
|                   | Estadísticas Héctor Hernández (18) Juan Toscano (8) Juan Toscano (6) | Reporte Pts Reb Asts | Estadísticas Alex Pérez (24) Carlos Pérez (6) Alex Pérez (3) | Pabellón: Gimnasio Nuevo León Unido Árbitros: Gabriel Ramírez José Juan Ayala Vicente Torres |  |

## Líderes individuales
| Categoría   | Jugador                       | Equipo                     | Promedio |
| ----------- | ----------------------------- | -------------------------- | -------- |
| Puntos      | Justin Keenan                 | Soles de Mexicali          | 24.1     |
| Rebotes     | Grandy Glaze                  | Correcaminos UAT Victoria  | 12.3     |
| Asistencias | Brody Jensen Angley Manjarres | Garzas de Plata de la UAEH | 5.6      |

## Designaciones
A continuación se muestran las designaciones a los mejores jugadores de la temporada 2016-2017.
| Designación                     | Ganador                            | Equipo                    |
| ------------------------------- | ---------------------------------- | ------------------------- |
| Jugador del año                 | Justin Keenan                      | Soles de Mexicali         |
| Guardia del año                 | Carl Devonte Jones                 | Barreteros de Zacatecas   |
| Delantero del año               | Andrew John Panko III              | Fuerza Regia de Monterrey |
| Centro del año                  | Justin Keenan                      | Soles de Mexicali         |
| Sexto hombre del año            | Gabriel Oscar Girón Villarreal     | Fuerza Regia de Monterrey |
| Jugador más valioso mexicano    | Héctor Humberto Hernández Gallegos | Fuerza Regia de Monterrey |
| Jugador más valioso extranjero  | Justin Keenan                      | Soles de Mexicali         |
| Jugador revelación del año      | Jorge Manuel Camacho Federico      | Indios de Ciudad Juárez   |
| Jugador más valioso de la final | Juan Ronel Toscano Anderson        | Fuerza Regia de Monterrey |
| Novato del año                  | Omar Cecil Richards García         | Soles de Mexicali         |
| Entrenador del año              | Francisco Olmos Hernández          | Fuerza Regia de Monterrey |

## Equipo ideal
A continuación se muestra al equipo ideal de la temporada 2016-2017.
| Posición  | Jugador                    | Equipo                     |
| --------- | -------------------------- | -------------------------- |
| Base      | Carl Devonte Jones         | Barreteros de Zacatecas    |
| Escolta   | Martin Leshawn Coy Samarco | Garzas de Plata de la UAEH |
| Alero     | Samuel Kristopher Yeager   | Toros de Nuevo Laredo      |
| Ala-pívot | Andrew John Panko III      | Fuerza Regia de Monterrey  |
| Pívot     | Justin Keenan              | Soles de Mexicali          |